# Olios derasus
Olios derasus là một loài nhện trong họ Sparassidae.
Loài này thuộc chi Olios. Olios derasus được Carl Ludwig Koch miêu tả năm 1845.